# Bredene Koksijde Classic

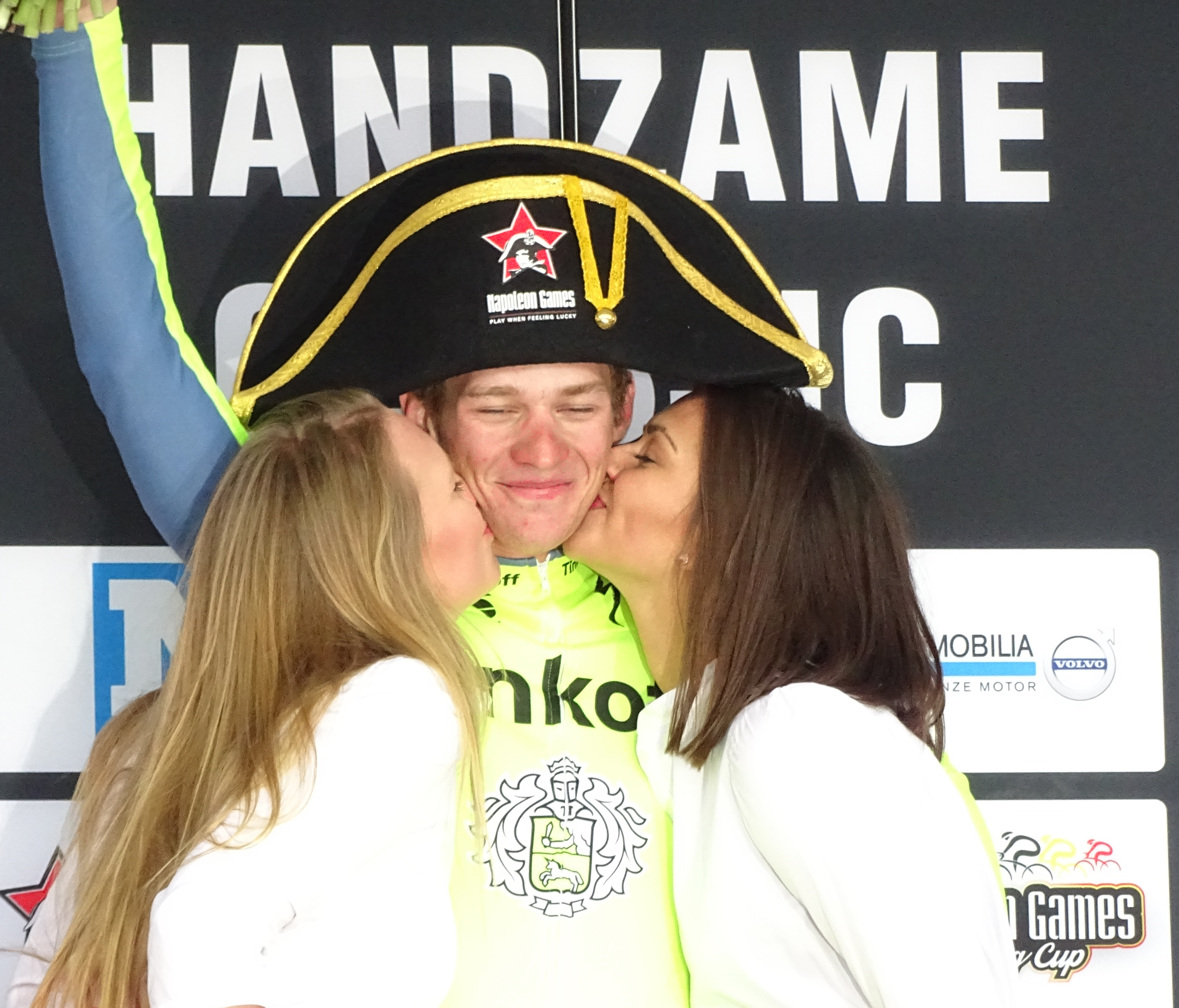
Erik Baška vann 2016. Att vinnaren får en "napoleonhatt" kan tyckas märkligt eftersom Napoleon ju var den store förloraren vid slaget vid Waterloo (som ägde rum inte alltför långt bort här i Belgien), men det är ett sponsorsjippo.

Bredene Koksijde Classic, till och med 2018 Handzame Classic, är ett årligt belgiskt endags cykellopp i Flandern som avhålls på en fredag i "tredje marsveckan" (15-22/3). Loppet startar i Bredene (andra startorter har förekommit) och målet, som tidigare vanligtvis låg i Handzame, flyttades 2019 till Koksijde. Från 2002 till 2010 utgjorde loppet andra etappen av Driedaagse van West-Vlaanderen, men det gjordes 2011 självständigt och gavs då en UCI Europe Tour-klassificering som 1.1, vilken 2018 höjdes till 1.HC, varefter loppet inkluderades i UCI ProSeries 2020 vid bildandet av denna.
Det 20 mil långa loppet går mest i flack terräng, men nuddar även Ardennernas utlöpare och får på så vis ett par mindre stigningar innan det återvänder mot Nordsjökusten. Loppet avslutas med tre varv på en 13 km lång slinga Koksijde - Sint-Idesbald - Oostduinkerke - Koksijde. Den långa flacka avslutningen i öppet blåsigt landskap gör att loppet normalt avgörs med en mass-spurt (som 2016 då de 116 främsta fick samma tid i mål och de tre efterföljande åren med 51, 49 respektive 38 på samma tid som segraren).

## Segrare

### Bredene Koksijde Classic
2025  Edward Theuns
2024  Luca Mozzato
2023  Gerben Thijssen
2022  Pascal Ackermann
2021  Tim Merlier
2020 Ingen tävling på grund av covid-19-pandemin
2019  Pascal Ackermann

### Handzame Classic
2018  Álvaro Hodeg
2017  Kristoffer Halvorsen
2016  Erik Baška
2015  Gianni Meersman
2014  Luka Mezgec
2013  Kenny Dehaes
2012  Francesco Chicchi
2011  Steve Schets

### Etapp 2 av Driedaagse van West-Vlaanderen
2010  Robert Wagner
2009  Danilo Napolitano
2008  Jawhen Hoetarovitsj
2007  Hans Dekkers
2006  Robbie McEwen
2005 Ingen tävling
2004  Jaan Kirsipuu
2003  Jimmy Casper
2002  Johan Museeuw